# Pierre-Louis Guinand
Pierre-Louis Guinand (La Corbatière, ma La Sagne, Neuchâtel kanton, 1748. április 24. – Les Brenets, Neuchâtel kanton, 1824. február 13.) svájci feltaláló, üveggyártó.

## Pályafutása
Eredeti szakmája műbútorasztalos volt. Mintegy mellékesen műórák harangjainak öntésével is foglalkozott, és ez egyre inkább lekötötte érdeklődését. 1770-es években eljárást dolgozott ki nagyobb, egyöntetű és szennyezésmentes, optikai célokra alkalmas üvegtömbök előállítására. Ehhez az üveget olvasztás és lehűtés közben is rendszeresen felkavarta, amivel megakadályozta, hogy az üveg sűrűsége szerint rétegződve ülepedjen le. A minden korábbinál jobb minőségű fénytani üvegek gyártására Münchenben indított vállalkozást, és megismertette eljárásaival Joseph Fraunhofert, aki akkor a Bajor Akadémia optikai intézetében dolgozott.
1805-ben az Akadémia úgy döntött, hogy támogatja Guinand kísérleteit. Rendelkezésére bocsátották a München mellett álló egykori bencés kolostort, Benediktbeurent, ahol az akadémia optikai intézete és annak nagy üveghutája állt. Elsőként a benediktbeureni hutában sikerült olyan, optikailag jó flintüveg tömböket előállítani, amelyekből Fraunhofer 1807-től minden korábbinál nagyobb és tökéletesebb leképzésű távcsöveket, majd 1811-től mikroszkópokat is készített.
1811 körül(?) Guinand visszaköltözött Svájcba, és ott folytatta kísérleteit. 1816-ban meghalt anélkül, hogy eljárásait publikálta vagy legalább jegyzetekben rögzítette volna. Magával vitte a sírba számos receptjét és technológiai titkát.

## Találmányainak utóélete
A Choisy-le-Roiban működő Thibeaudeaux és Bontemps kristályüveg manufaktúra (személyesen Georges Bontemps) és Noël-Jean Lerebours párizsi optikus Guinand fiát, M. Guinand-t szerződtette apja eljárásainak rekonstruálására. A munka elég lassan haladt, mert az ifjabb Guinand se ismerte az összes műszaki fogást, és csak hosszas kísérletezés után ért célhoz. Ezzel 1837-ben elnyerte a Francia Akadémia a 18. század végén, jó minőségű fénytani üvegek gyártására kitűzött, 10 000 frankos pályadíját. A gyártási eljárást Bontemps-ról nevezték el.
Guinand szellemi hagyatéka nemcsak a francia, de az angol optikai üveggyártást is fellendítette. Saját vállalatának utóda a Carl Zeiss Művek társvállalata, a Schott és Társa üveggyár lett.